# Комодски варан
Kомодският варан (Varanus komodoensis) е най-големият гущер в света. Принадлежи към семейство Варани. Достига на дължина до около 3 m и тегло около 70 кг, а рекордният доказан екземпляр е 166 кг, заедно с погълнатата несмляна храна. Обитава единствено пет индонезийски острова, между които Флорес, Комодо и Ринка. Предполага се, че е потомствен вид на австралийската мегалания. Добър плувец е и в търсене на храна може да преминава от остров на остров.

## Особености
Вараните са опасни ловци. Хранят се главно с диви свине и елени, но нападат и маймуни, кучета, дори биволи и коне. В миналото са се хранели и със слонове-пигмеи, които някога са се срещали на Комодо. Много опасно за жертвата на комодския варан е неговото ухапване. Комодският варан може да се определи като животното с най-мръсна уста: тъй като варанът е месоядно животно, особената структура на зъбите му е такава, че между тях често се задържа месо от неговите жертви. Така то загнива в устата на влечугото и ухапването причинява инфекция.
До 2006 г. се смятало, че поради високото ниво на опасни за здравето бактерии инфекцията след ухапване от Комодския варан се развива изключително бързо, ставайки причина за бързо настъпваща смърт. През 2006 г. извършеният ядрено-магнитен резонанс разкрива комплекс от отровни жлези в устата на варана. Според последните данни по темата, отровата е мощна, предизвиква рязък спад в кръвното налягане на жертвата и води до шок.
Комодският варан лесно открива плячката си. За целта разчита на дългия си език, който наподобява този на змиите и има същата функция. Чрез него той долавя топлинните вълни на жертвата и лесно я открива. Той може да убива доста по-едри от него животни.

## Откриване
Известно е, че през 17 век султанът на Сумбава изпращал криминалните престъпници на заточение на остров Комодо. Те съобщавали за присъствието на опасни гигантски гущери, които нападали хората. Нарекли ги дракони по името на митичното същество, което наподобявали. Дотогава никой не вярвал на историите за грамадните гущери. Затова и те били открити доста късно. Едва през 1910 г. холандски моряци съобщават за съществуването на големи влечуги. Две години по-късно, през 1912 г. английският изследовател и директор на зоологическия музей в Богор, Ява изследвал острова и открил комодските варани.

## Опазване
За защита както на комодските варани, така и на всички редки представители на растителния и животинския свят на остров Комодо през 1980 г. е създаден националният парк „Комодо“, който освен едноименния остров, включва и остров Ринка, и малкото островче Падар.